# Бейтс, Генри Уолтер
Генри Уолтер Бейтс (англ. Henry Walter Bates; 8 февраля 1825[…], Лестер — 16 февраля 1892[…], Лондон) — британский натуралист, биолог и путешественник.

## Биография
Родился 8 февраля 1825 года в городе Лестер.
В 1848—1859 годах путешествовал по Бразилии.
Известен как автор книги «Натуралист на Амазонке», которая впервые была опубликована в Лондоне в 1863 году, многократно переиздавалась и переводилась на разные языки. Первый русский перевод был выполнен Женской издательской артелью («Натуралист на Амазонской реке», СПб., 1865).
В 1864 году он стал секретарем Королевского географического общества (Лондон).
Скончался 16 февраля 1892 года в Лондоне.

## Путешествия и вклад в науку
Генри Уолтер Бейтс предпринял со своим другом Альфредом Уоллесом исследование Амазонки. Благодаря поддержке Британского музея он отправился в 1848 году в Америку и в продолжение одиннадцати лет изучал Амазонку с большими её притоками. Уоллес пробыл с ним вместе только 4 года.
Возвратившись в 1859 году, Бейтс привёз в Лондон богатейшие коллекции, преимущественно зоологические, и издал описание своего путешествия под заглавием «The naturalist on the River Amazons» (Лондон, 1863).
Кроме того, изданы следующие его труды: «Contributions to the insect fauna of the Amazon valley» (Лондон, 1867); «Central America. West Indies and South America» (Лондон, 1877). В 1868—1869 и в 1878 годах занимал должность президента Королевского энтомологического общества Лондона.
Бейтс открыл явление мимикрии и дал ему объяснение (опубликовано в 1862). Случаи подражания съедобного для других животных насекомого несъедобным называются «бейтсовской» мимикрией.
Бо́льшая часть собранных Бейтсом коллекций насекомых (свыше 14,7 тыс. видов, в том числе 8 тыс. ранее неизвестных науке), находятся в Британском музее.